# A Favorita
 (septembre 2024).
A Favorita est une telenovela brésilienne diffusée en 2008 - 2009 par Rede Globo.